# Deutschhof (Fehrbellin)

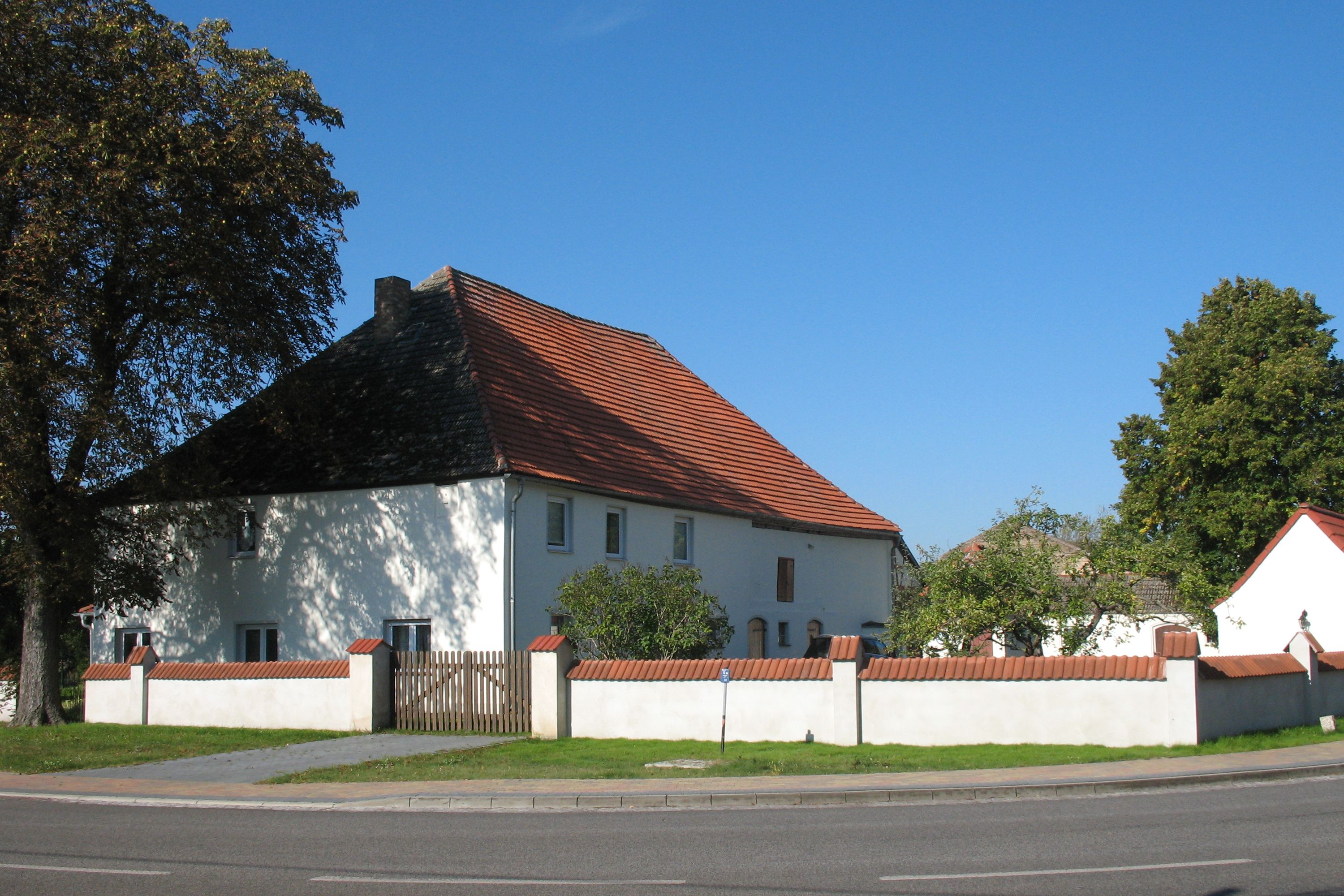
Deutschhof Dorfstraße 10

Deutschhof ist ein Ortsteil der Gemeinde Fehrbellin im Landkreis Ostprignitz-Ruppin im Land Brandenburg. Das Dorf hat eine Größe von 16,4 km², hier wohnten im Oktober 2009 256 Einwohner.

## Geographie
Deutschhof liegt elf Kilometer südöstlich von Fehrbellin. Der Ortsteil liegt im Havelländischen Luch. Zwei Kilometer nordwestlich liegt Königshorst, die Straße dorthin liegt auf einem Damm.
Dreibrück ein kleiner Gemeindeteil von Deutschhof liegt etwas über einem Kilometer südöstlich von Deutschhof entfernt. Der Gemeindeteil Kuhhorst liegt etwa vier Kilometer nordöstlich von Deutschhof entfernt. Ribbeckshorst, ebenfalls ein Gemeindeteil von Deutschhof liegt einen Kilometer östlich von Deutschhof entfernt.

## Geschichte

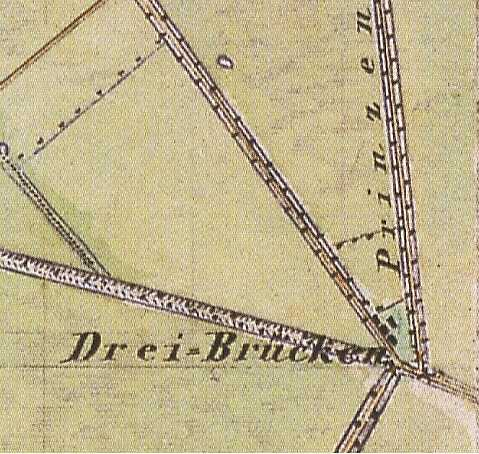
Dreibrück Urmesstischblatt 3342-1839

Das Dorf wurde 1732 gegründet, es gehörte damals zum Amt Königshorst. Im Jahre 1737 siedelten die ersten Familien in Deutschhof. 1858 kam zu Deutschhof die Siedlung Dreibrück hinzu, damals war es nur ein Gasthof. 1928 wurde Kuhhorst eingemeindet. Im gleichen Jahr wurden Deutschhof die Orte Ribbeckshorst und Sandhorst zugeschlagen, beide gehörten bis dahin zu Königshorst.
Der Ort Dreibrück wurde das erste Mal 1725 erwähnt, seit 1721 soll hier ein Gasthaus stehen. Der Name kommt von drei Brücken, die hier über drei Dämme gingen. Im Jahre 1914 gründete der Verein „Hoffnungstal“ das „Heim Dreibrück“. Hier sollten 50 Obdachlose aus Berlin unterkommen. Heute noch befindet sich hier die „Gemeinschaften Hoffnungstalter Anstalten Lobetal, Wohnstätten Dreibrück, Wohnstätten für Menschen mit Behinderungen“.
Kuhhorst liegt etwa vier Kilometer nordöstlich von Deutschhof. Der Ort wurde als Vorwerk von Königshorst angelegt. Veranlasst hat dieses König Friedrich Wilhelm I im Jahre 1720/1721. 1722 begann die Trockenlegung, 1737 war das Vorwerk aufgebaut, 1778 lebten hier zwölf Menschen. Im Jahre 1953 wurde eine LPG Typ I gegründet, diese wurde ein Jahr später in eine LPG des Types III umgewandelt.
Der Gemeindeteil Ribbeckshorst liegt westlich von Deutschhof, nur knapp einen Kilometer entfernt. Gegründet wurde das Vorwerk im Jahre 1784. Im Jahre 1840 erwarb Ribbeck zu Ribbeck im Havelland das Vorwerk, daher der Name Ribbeckshorst.

## Sehenswürdigkeiten
Das Gut Deutschhof ist ein zweigeschossiger ursprünglicher Fachwerkbau mit einem Walmdach und Anbauten in Deutschhof. Die Scheunen sind als Dreiseithof vor dem Haupthaus ausgebildet. Es steht unter Denkmalschutz und gehört seit 10 Jahren der Besitzerfamilie Stütz. Die Gebäude wurden von König Friedrich Wilhelm I. im Jahre 1737 als Mustermeierei erbaut. Es diente auch zur Versorgung der Potsdamer Königsresidenzen.
Die Straße zum Linumer Damm wurde ursprünglich von 1906 bis 1910 angelegt. Die Straße ist mit Granitsteinen gepflastert. Sie ist im Gegensatz zu anderen Straßen noch ursprünglich erhalten.